# Saint-Léger-de-Rôtes
Pour les articles homonymes, voir Saint-Léger.
Saint-Léger-de-Rôtes est une commune française située dans le département de l'Eure, en région Normandie.

## Géographie

### Localisation
| Valailles | Valailles, Plasnes, Nassandres-sur-Risle (comm. dél. de Carsix) |           |
| Menneval  | Saint-Léger-de-Rôtes                                            | Serquigny |
| Menneval  | Fontaine-l'Abbé                                                 |           |

### Hydrographie
La commune est située dans le bassin Seine-Normandie. Elle n'est drainée par aucun cours d'eau,.

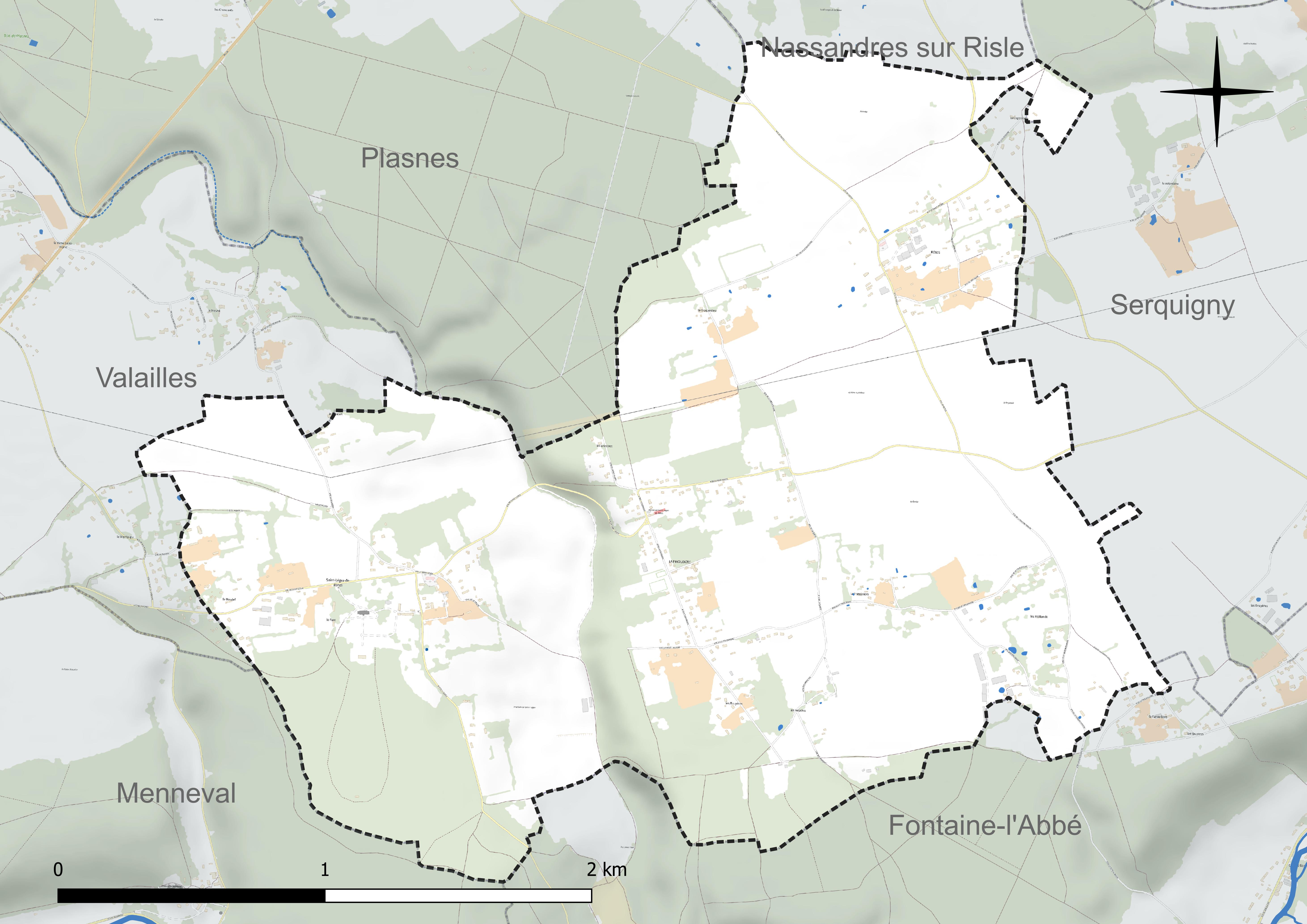
Réseau hydrographique de Saint-Léger-de-Rôtes.

### Climat
Pour des articles plus généraux, voir Climat de la Normandie et Climat de l'Eure.
En 2010, le climat de la commune est de type climat océanique dégradé des plaines du Centre et du Nord, selon une étude du CNRS s'appuyant sur une série de données couvrant la période 1971-2000. En 2020, Météo-France publie une typologie des climats de la France métropolitaine dans laquelle la commune est exposée à un climat océanique et est dans la région climatique  Côtes de la Manche orientale, caractérisée par un faible ensoleillement (1 550 h/an) ; forte humidité de l’air (plus de 20 h/jour avec humidité relative > 80 % en hiver), vents forts fréquents. Parallèlement le GIEC normand, un groupe régional d’experts sur le climat, différencie quant à lui, dans une étude de 2020, trois grands types de climats pour la région Normandie, nuancés à une échelle plus fine par les facteurs géographiques locaux. La commune est, selon ce zonage, exposée à un « climat contrasté des collines », correspondant au Pays d’Auge, Lieuvin et Roumois, moins directement soumis aux flux océaniques et connaissant toutefois des précipitations assez marquées en raison des reliefs collinaires qui favorisent leur formation.
Pour la période 1971-2000, la température annuelle moyenne est de 10,4 °C, avec  une amplitude thermique annuelle de 13,9 °C. Le cumul annuel moyen de précipitations est de 769 mm, avec 12,2 jours de précipitations en janvier et 8,3 jours en juillet. Pour la période 1991-2020, la température moyenne annuelle observée sur la station météorologique la plus proche, située sur la commune de Bernay à 5 km à vol d'oiseau, est de 10,9 °C et le cumul annuel moyen de précipitations est de 666,9 mm,. Pour l'avenir, les paramètres climatiques de la commune estimés pour 2050 selon différents scénarios d’émission de gaz à effet de serre sont consultables sur un site dédié publié par Météo-France en novembre 2022.

## Urbanisme

### Typologie
Au 1er janvier 2024, Saint-Léger-de-Rôtes est catégorisée commune rurale à habitat dispersé, selon la nouvelle grille communale de densité à 7 niveaux définie par l'Insee en 2022.
Elle est située hors unité urbaine. Par ailleurs la commune fait partie de l'aire d'attraction de Bernay, dont elle est une commune de la couronne,. Cette aire, qui regroupe 36 communes, est catégorisée dans les aires de moins de 50 000 habitants,.

### Occupation des sols
L'occupation des sols de la commune, telle qu'elle ressort de la base de données européenne d’occupation biophysique des sols Corine Land Cover (CLC), est marquée par l'importance des territoires agricoles (78,2 % en 2018), une proportion identique à celle de 1990 (78,2 %). La répartition détaillée en 2018 est la suivante : 
terres arables (54,8 %), forêts (21,8 %), prairies (17,5 %), zones agricoles hétérogènes (5,9 %). L'évolution de l’occupation des sols de la commune et de ses infrastructures peut être observée sur les différentes représentations cartographiques du territoire : la carte de Cassini (XVIIIe siècle), la carte d'état-major (1820-1866) et les cartes ou photos aériennes de l'IGN pour la période actuelle (1950 à aujourd'hui).

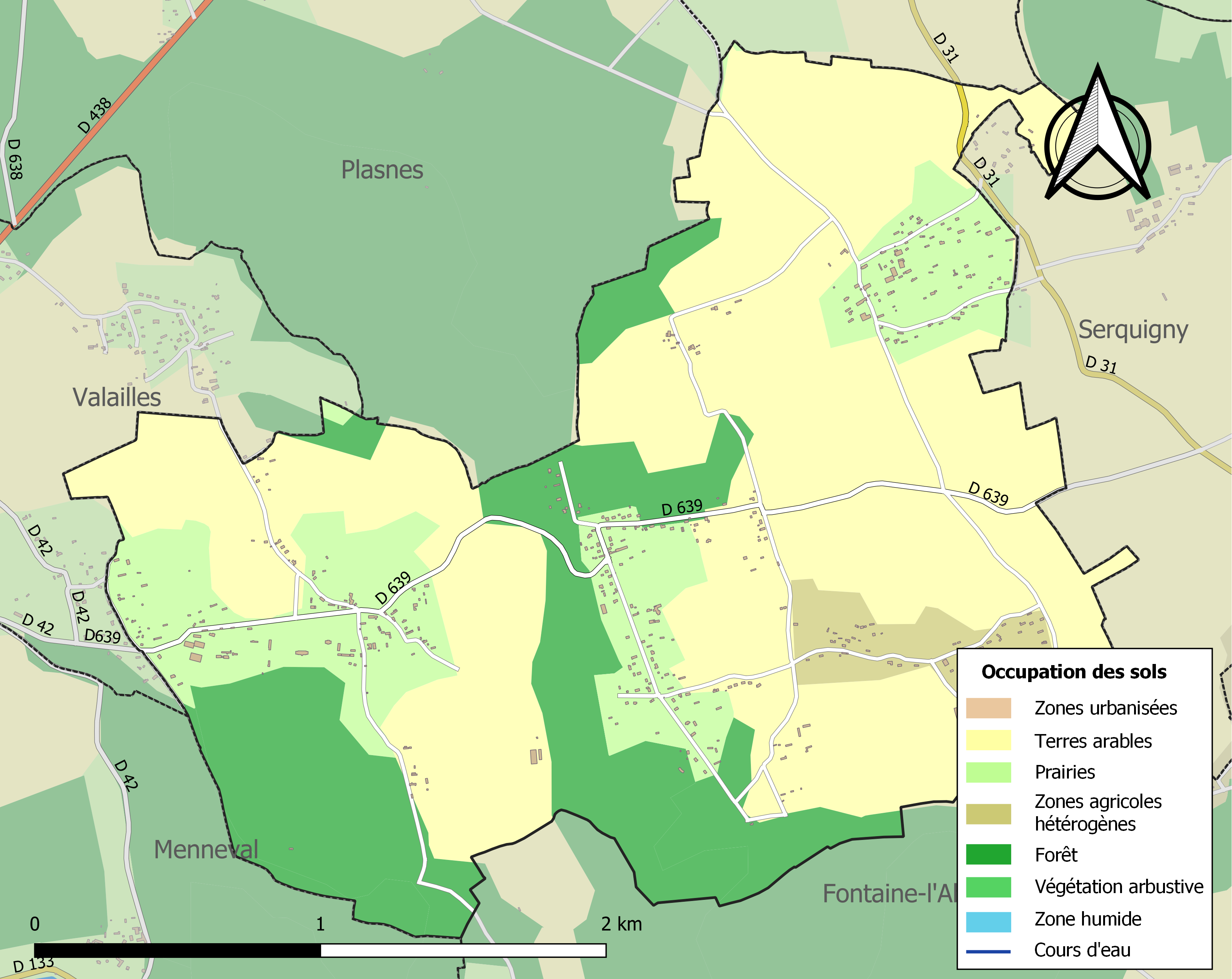
Carte des infrastructures et de l'occupation des sols de la commune en 2018 (CLC).

### Habitat et logement
En 2018, le nombre total de logements dans la commune était de 210, alors qu'il était de 200 en 2013 et de 193 en 2008.
Parmi ces logements, 91,9 % étaient des résidences principales, 5,7 % des résidences secondaires et 2,4 % des logements vacants. Ces logements étaient pour 100 % d'entre eux des maisons individuelles et pour 0 % des appartements.
Le tableau ci-dessous présente la typologie des logements à Saint-Léger-de-Rôtes en 2018 en comparaison avec celle de l'Eure et de la France entière. Une caractéristique marquante du parc de logements est ainsi une proportion de résidences secondaires et logements occasionnels (5,7 %) inférieure à celle du département (6,3 %) mais supérieure à celle de la France entière (9,7 %). Concernant le statut d'occupation de ces logements, 90,2 % des habitants de la commune sont propriétaires de leur logement (89,7 % en 2013), contre 65,3 % pour l'Eure et 57,5 pour la France entière.
| Typologie                                               | Saint-Léger-de-Rôtes en 2018 | Eure | France entière |
| ------------------------------------------------------- | ---------------------------- | ---- | -------------- |
| Résidences principales (en %)                           | 91,9                         | 85,4 | 82,1           |
| Résidences secondaires et logements occasionnels (en %) | 5,7                          | 6,3  | 9,7            |
| Logements vacants (en %)                                | 2,4                          | 8,3  | 8,2            |

## Toponymie
Le nom de la localité est attesté sous les formes Sanctus Leodegarius vers l'an 1000, Saint Légier en 1400, Saint Leger en 1685.
Saint-Léger est un hagiotoponyme.
Commune constituée en 1846 par la fusion des deux communes de Saint-Léger-du-Boscdel et Rôtes, attestée sous les formes Rostes au XVIIe siècle (archives des pénitents de Bernay), Rottes en 1722 (Masseville).
Rôtes s'explique par le vieil anglais rod, royd (« clairière »).

## Politique et administration
| Période                                  | Période                       | Identité            | Étiquette | Qualité                                        |
| ---------------------------------------- | ----------------------------- | ------------------- | --------- | ---------------------------------------------- |
| Les données manquantes sont à compléter. |                               |                     |           |                                                |
| 1908                                     | 1928                          | Félix Lecointe      |           |                                                |
| Les données manquantes sont à compléter. |                               |                     |           |                                                |
| 1950                                     | 1977                          | Bernard de Montigny |           | Sylviculteur                                   |
| Les données manquantes sont à compléter. |                               |                     |           |                                                |
| 1977                                     | 1983                          | Julien Bouhours     |           |                                                |
| Les données manquantes sont à compléter. |                               |                     |           |                                                |
| mars 2001                                | mars 2008                     | Frédéric Jones      |           |                                                |
| mars 2008                                | juillet 2014                  | Patrick Langevin    |           | Vice-président de la CCBE (2008 → 2014)        |
| octobre 2014                             | En cours (au 19 février 2022) | Olivier Piquenot    | DVD       | Cadre supérieur Réélu pour le mandat 2020-2026 |

## Équipements et services publics

### Enseignement
Les enfants de Saint-Léger-de-Rôte étaient scolarisés avec ceux de Fontaine-la-Soret et Carsix dans le cadre d'un regroupement pédagogique intercommunal (RPI) créé dans les années 1980.
À la rentrée 2022-2023, ils sont scolarisés dans le cadre de la création du pôle scolaire de Nassandres sur Risle

## Démographie
L'évolution du nombre d'habitants est connue à travers les recensements de la population effectués dans la commune depuis 1793. Pour les communes de moins de 10 000 habitants, une enquête de recensement portant sur toute la population est réalisée tous les cinq ans, les populations de référence des années intermédiaires étant quant à elles estimées par interpolation ou extrapolation. Pour la commune, le premier recensement exhaustif entrant dans le cadre du nouveau dispositif a été réalisé en 2008.

En 2022, la commune comptait 456 habitants, en évolution de +9,09 % par rapport à 2016 (Eure : −0,25 %, France hors Mayotte : +2,11 %).
| 1793 | 1800 | 1806 | 1821 | 1831 | 1836 | 1841 | 1846 | 1851 |
| ---- | ---- | ---- | ---- | ---- | ---- | ---- | ---- | ---- |
| 320  | 366  | 417  | 444  | 438  | 415  | 376  | 499  | 466  |

| 1856 | 1861 | 1866 | 1872 | 1876 | 1881 | 1886 | 1891 | 1896 |
| ---- | ---- | ---- | ---- | ---- | ---- | ---- | ---- | ---- |
| 495  | 514  | 507  | 455  | 466  | 447  | 390  | 379  | 347  |

| 1901 | 1906 | 1911 | 1921 | 1926 | 1931 | 1936 | 1946 | 1954 |
| ---- | ---- | ---- | ---- | ---- | ---- | ---- | ---- | ---- |
| 334  | 287  | 325  | 302  | 313  | 298  | 304  | 348  | 351  |

| 1962 | 1968 | 1975 | 1982 | 1990 | 1999 | 2006 | 2008 | 2013 |
| ---- | ---- | ---- | ---- | ---- | ---- | ---- | ---- | ---- |
| 317  | 354  | 405  | 444  | 465  | 426  | 421  | 420  | 403  |

| 2018 | 2022 | - | - | - | - | - | - | - |
| ---- | ---- | - | - | - | - | - | - | - |
| 455  | 456  | - | - | - | - | - | - | - |

## Lieux et monuments
- Église Saint-Pierre,  Inscrit MH (1993)[25].
- Église Saint-Léger,  Inscrit MH (1993)[26].
- Château du XVIIIe siècle[27],[28].

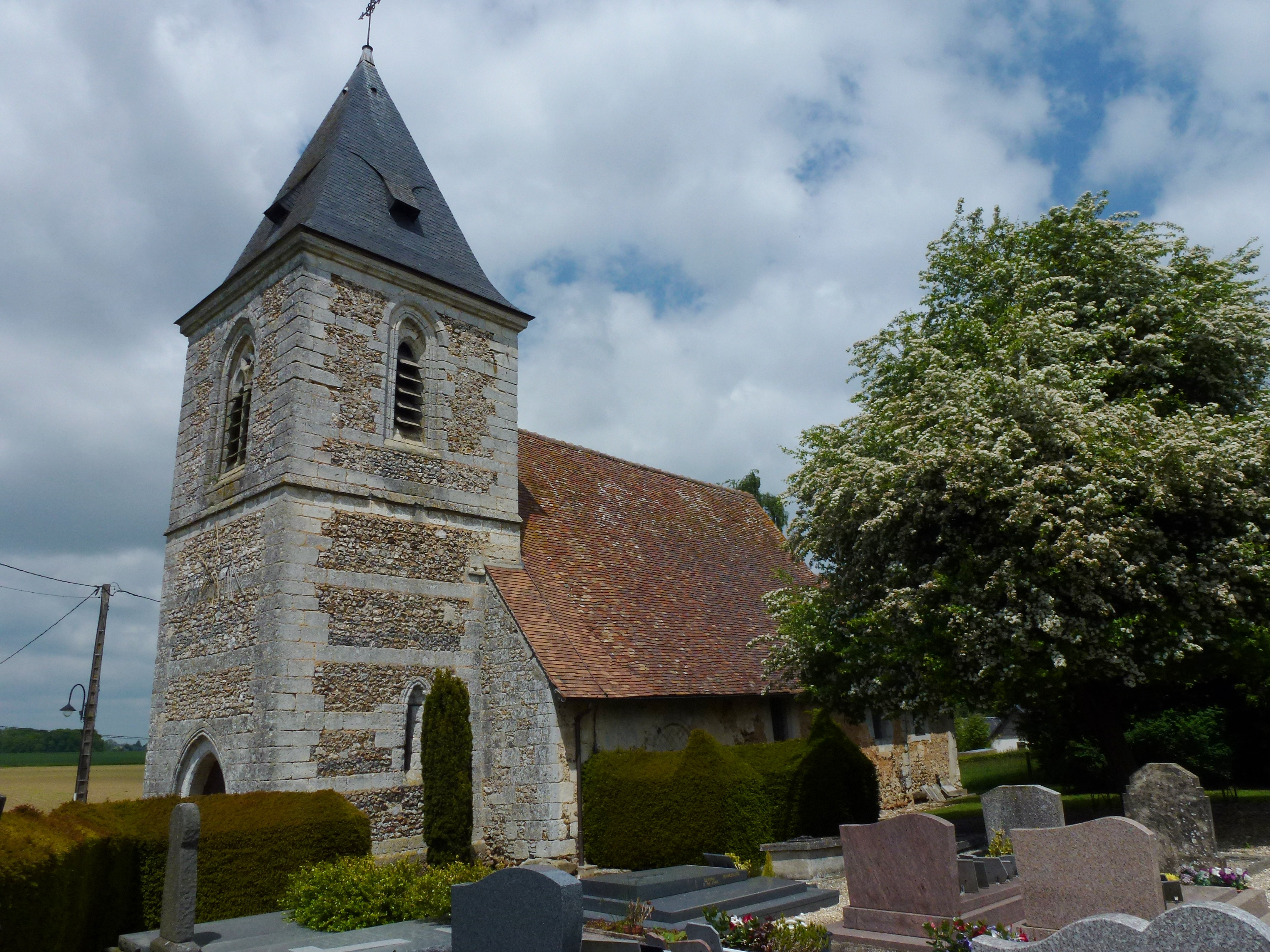
Église Saint-Pierre.
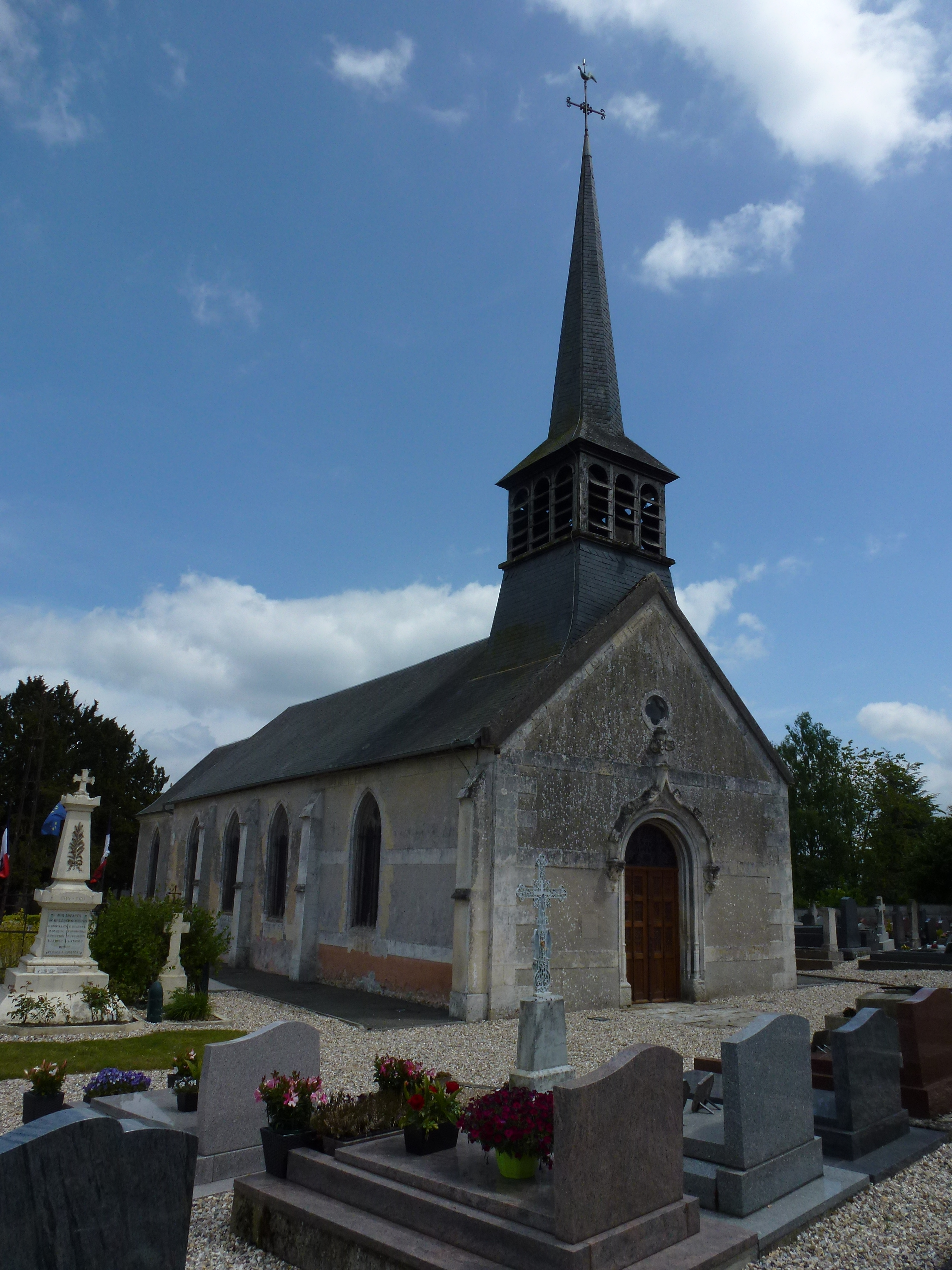
Église Saint-Léger.
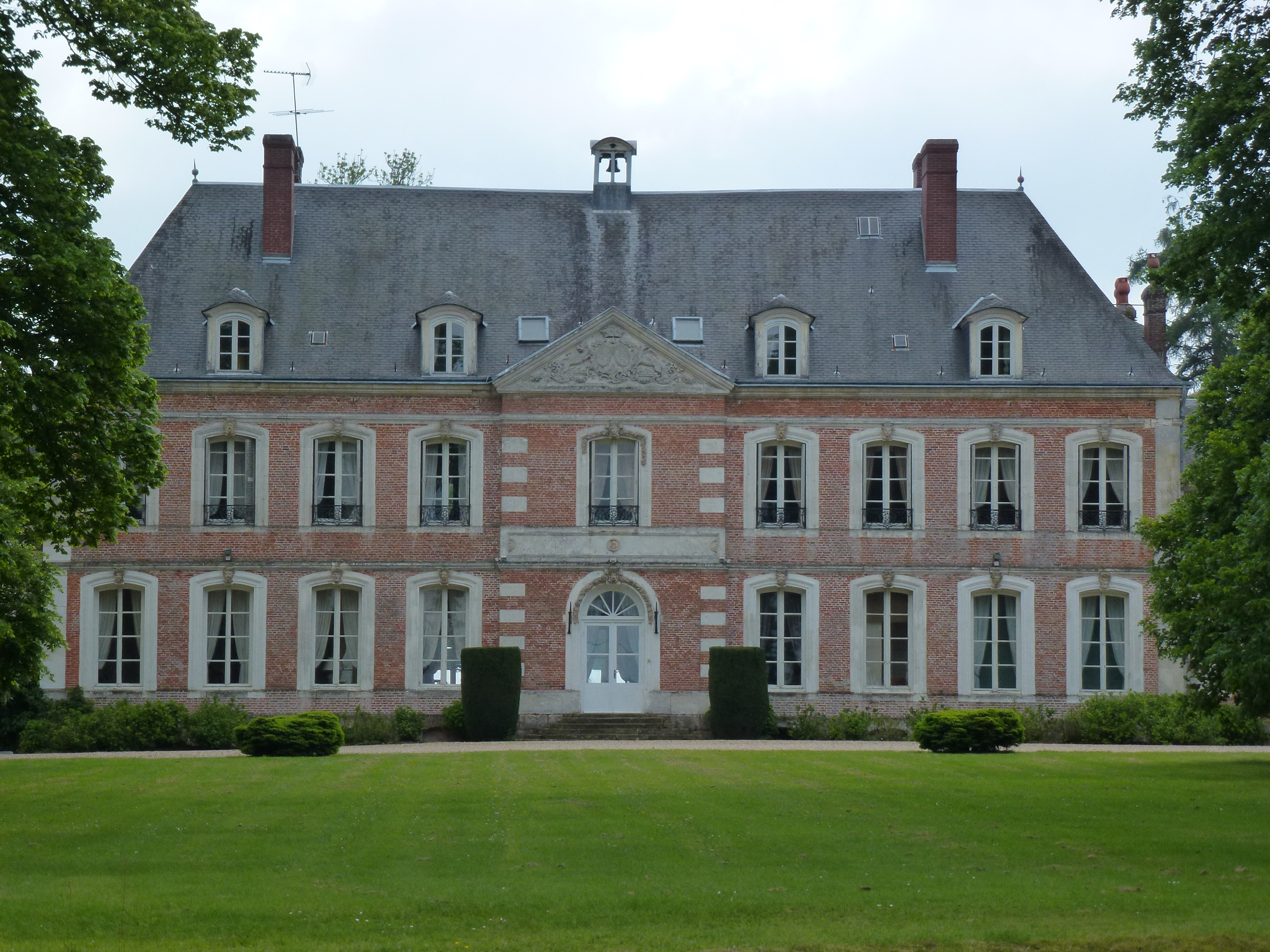
Château.
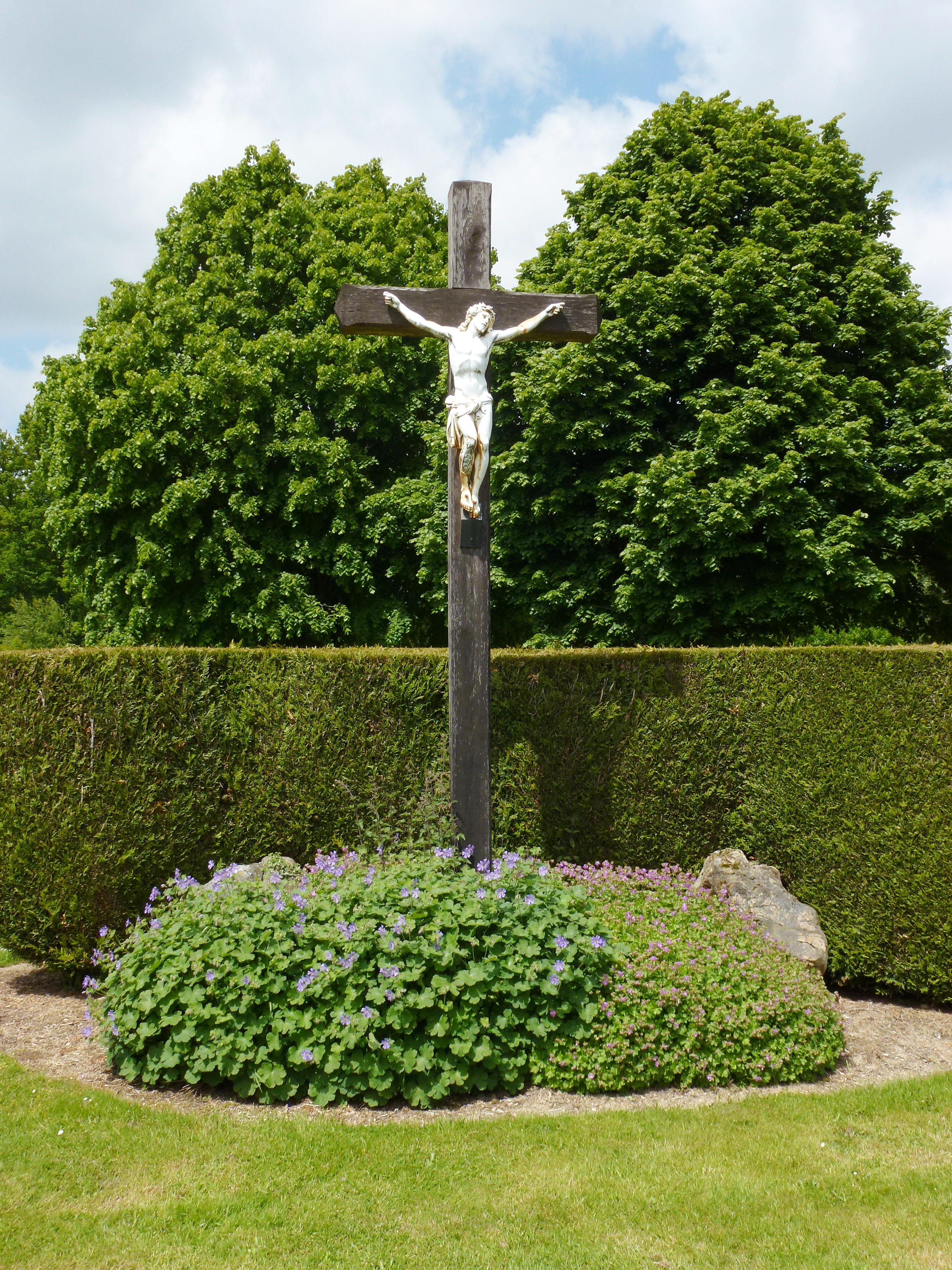
Croix de chemin.
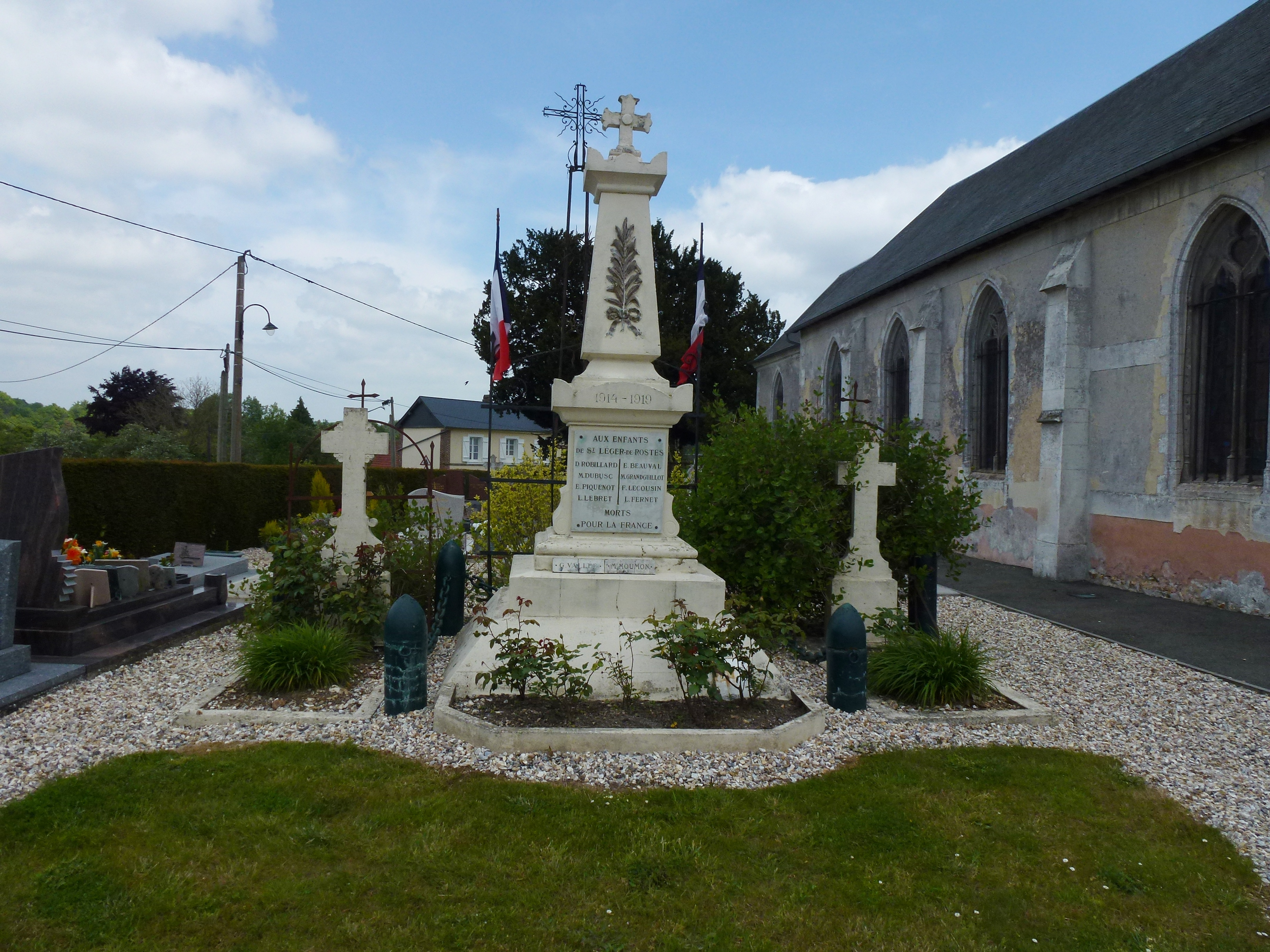
Monument aux morts et tombes de guerre.
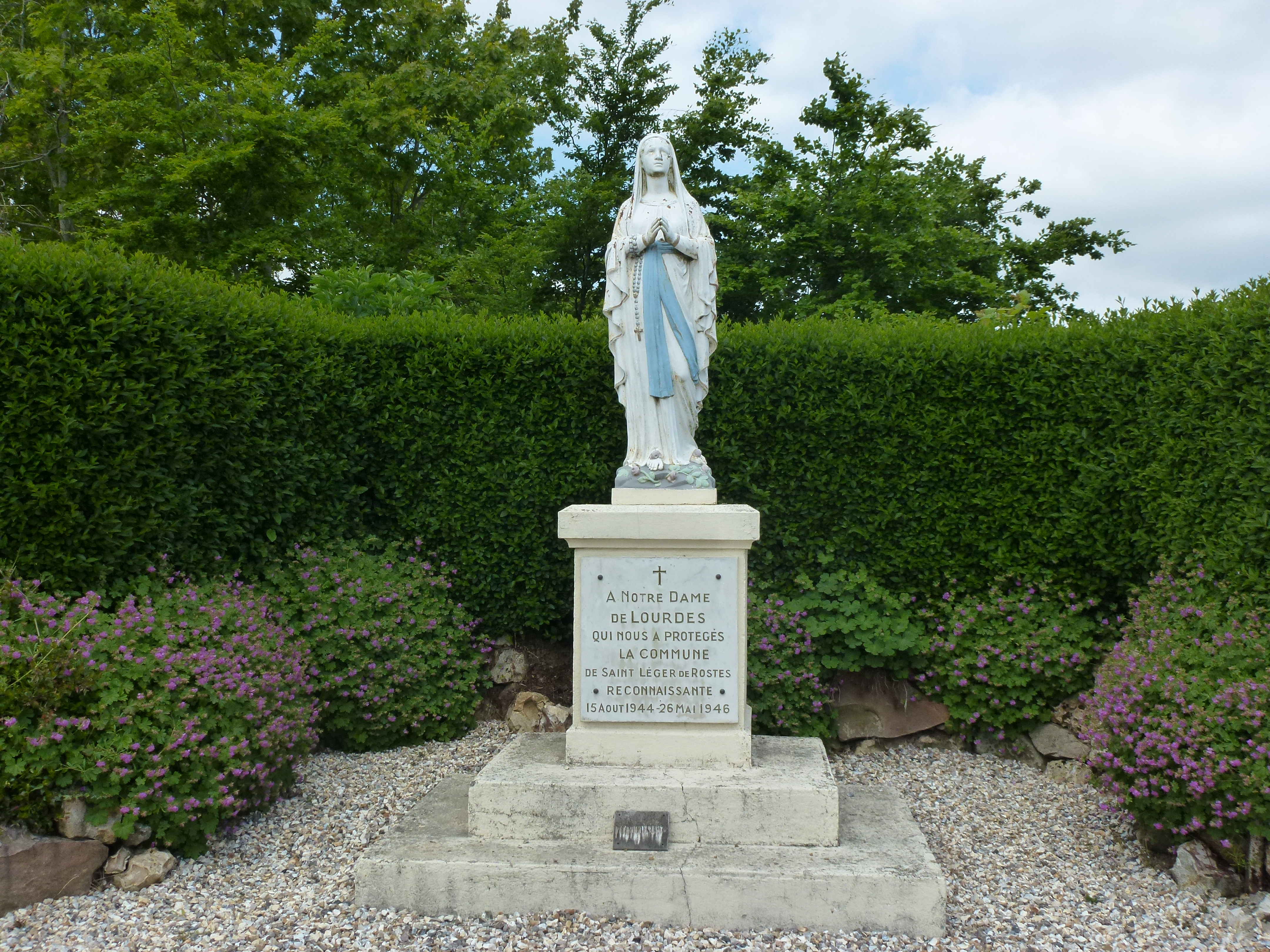
Statue Notre-Dame de Lourdes.

### Personnalités liées à la commune
- Jacques Pierre Aimable Chrestien de Fumechon (1757-1841), magistrat français de la Révolution française, du Premier Empire et de la Restauration, parlementaire sous la Restauration, était propriétaire du château.